# Härlövs kyrka
Härlövs kyrka är en kyrka i Härlövs socken, Alvesta församling.
Kyrkan med sin säregna klockstapel och det högresta taket, ligger vackert i Härlövs by vid sjön Furen. Härlövs kyrka är uppförd 1697 och utgör det främsta exempel på en välbevarad barockkyrka i Kronobergs län. Interiören präglas av den färgprunkade altaruppsatsen. Även övrig inredning är rikligt utsmyckad. 

## Kyrkobyggnaden
Kyrkan som är uppförd på samma plats där en tidigare träkyrka var belägen är byggd av gråsten. Den består av ett rektangulärt långhus med en halvrund kordel i öster. 1702 uppfördes en sakristia i norr. Det ursprungliga vapenhuset i söder ersattes av ett nytt beläget i väster 1886 samtidigt som fönstren förstorades. Kyrkorummets innertak består av ett trätunnvalv med medaljongmålningar utförda av Hans Brachwagen sannolikt 1705. Kyrkklockorna har sin plats i en fristående klockstapel byggd 1485.

## Inventarier
- Altaruppsatsen som omramar Eigil Schwabs glasmålning från 1925 är utförd 1713 i barock, och renoverades 1738 av Sven Segervall, Växjö.
- Predikstolen med ljudtak är utförd i barockstil.
- Madonnaskulptur från 1200-talet.
- Medeltida krucifix.
- Sluten bänkinredning.
- Läktare med barriär dekorerad med olika musikinstrument i speglarna.

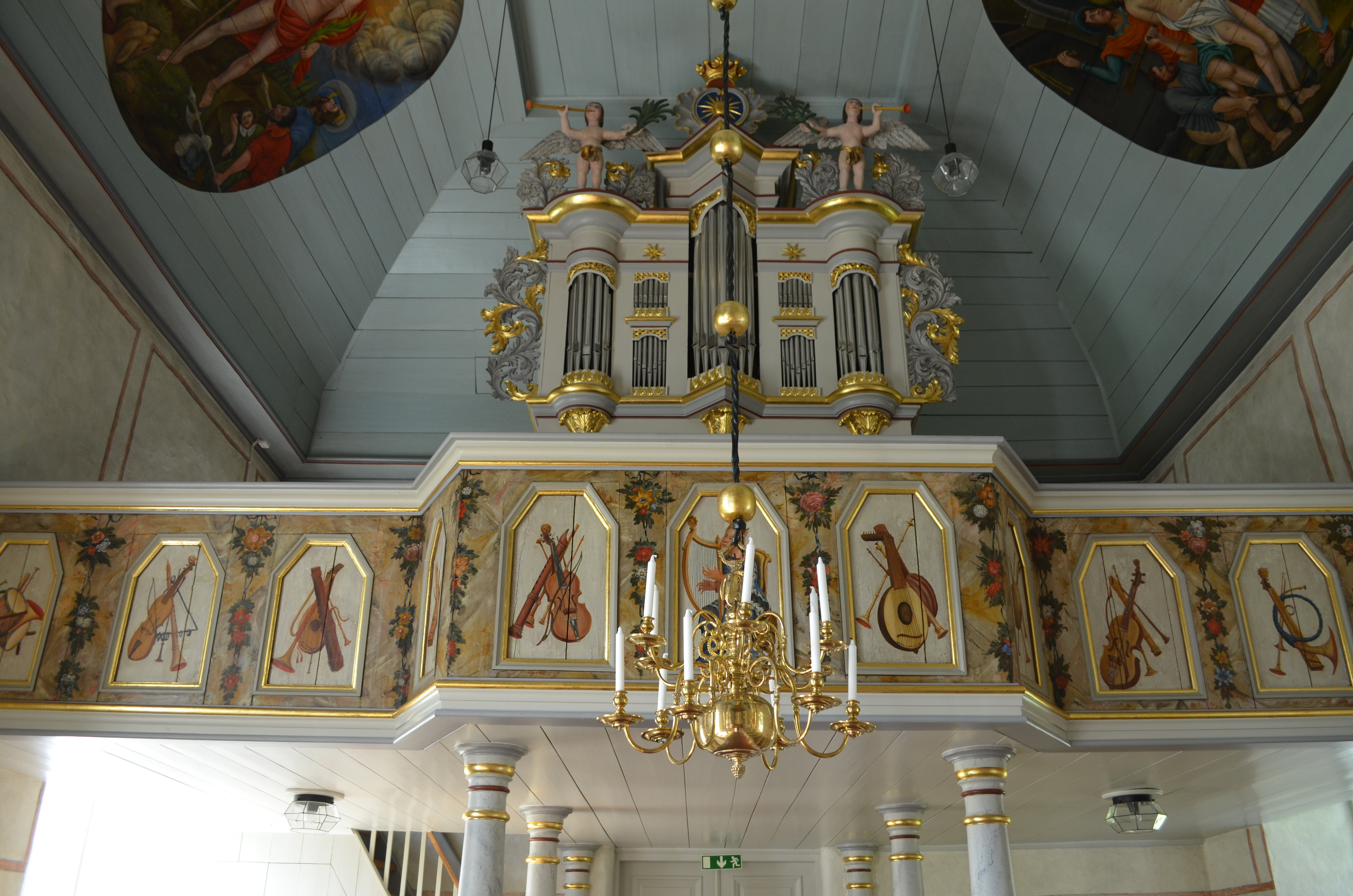
Härlövs kyrkas orgel

## Orglar
- Den första orgeln med barockfasad byggdes 1752 av lektor Jonas Hielm, Växjö. Orgeln hade åtta stämmor.[1]

| Manual         |
| Kvintadena 8'  |
| Principal 4'   |
| Flöjt 4'       |
| Qvinta 3'      |
| Superoktava 2' |
| Decima         |
| Mixtur 3'      |
| Trumpet 8'     |

- Orgelverket ersattes med ett nytt 1892 tillverkat av Carl Elfström, Ljungby med åtta stämmor.
- Det nuvarande mekaniska orgelverket är byggt bakom den ursprungliga 1700-talsfasaden och byggt 1968 av Anders Perssons Orgelbyggeri.

| Manual         | Pedal      | Koppel  |
| Gedackt 8'     | Subbas 16´ | Man/Ped |
| Fugara 8´      |            |         |
| Principal 4´   |            |         |
| Rörflöjt 4'    |            |         |
| Waldflöjt 2'   |            |         |
| Scharf II chor |            |         |